# Комарово (Тогурский сельсовет)
Комарово — исчезнувшая деревня в Колпашевском районе Томской области. На момент упразднения входила в состав Тогурского сельсовета. Упразднена в 2004 году.

## География
Деревня располагалась на правом берегу протоки реки Кеть - Комаровская, в 2 км (по прямой) к северо-западу от деревни Север.

## История
Деревня была основана в 1680 г. В 1928 году деревня Комарова состояла из 39 хозяйств. В административном отношении входила в состав Северского сельсовета Колпашевского района Томского округа Сибирского края.
В 1960-е годы деревня попала в разряд не перспективных и по планам должна была быть сселена к 1975 году.
Постановлением Государственной Думы Томской области от 29 июля 2004 года № 1361 деревня Комарово исключена из учётных данных.

## Население
| 1926 | 1939 | 1959 | 1970 | 1979 | 1989 | 2002 |
| ---- | ---- | ---- | ---- | ---- | ---- | ---- |
| 173  | ↗186 | ↘118 | ↘66  | ↘17  | ↘0   | →0   |

В 1926 году основным населением деревни были русские.